# Vida Milivojša
Vida Milivojša, slovenska udeleženka lepotnih tekmovanj, * 1998
Zmagala je na miss Slovenije 2022. Pred tem je postala druga spremljevalka Naj smrklje 2014.
Prihaja iz Ljubljane. Pleše od 6. leta in je članica ljubljanskega plesnega kluba Bolero. Kot otrok je rada jahala. Njeni starši imajo lokal. V prostem času piše pesmi. Ne želi komentirati aktualnega političnega dogajanja.

## Šolanje
Obiskovala je OŠ Jožeta Moškriča v Ljubljani. Študira tržno komuniciranje in odnose z javnostmi na visoki šoli za poslovne vede - B2.

## Zasebno
Visoka je 173 centimetrov.